# Browar Imielin
Browar Imielin – browar w Imielinie. 

## Historia
Zakład został założony w 1992 roku przez braci Czesława i Henryka Jadowskich. Produkcję rozpoczął w 1993 roku, a zakończył w 2013 roku.

## Charakterystyka
Browar Imielin był małym zakładem piwowarskim o charakterze rzemieślniczym zatrudniającym od kilku do kilkunastu osób. Początkowo zdolności produkcyjne browaru wynosiły 4,5 tys. hektolitrów rocznie. Do 2002 roku moce produkcyjne browaru wzrosły do 25 000 hektolitrów rocznie. Browar produkował wyłącznie piwa typu lager metodą ciśnieniową. Rozlewał je do puszek oraz kegów.
Imielin był jednym z pierwszych browarów w Polsce oferujących piwo miodowe. W 2006 roku browar związał się z Górnośląskim Klubem Sportowym, przeznaczając część zysku ze sprzedaży swojego piwa marki GKS Katowice na rozwój sekcji młodzieżowej klubu.

## Produkty
- Imielin Piwo Jasne – jasny lager o zawartości alkoholu 4,7%
- Imielin Mocne Jasne Pełne – mocny lager o zawartości alkoholu 6,2%
- Złoty Orzeł Jasne Pełne – mocny lager o zawartości alkoholu 7%

## Nagrody i wyróżnienia
- 1995 - Nagroda specjalna na Górnośląskim Festiwalu Piwa w Katowicach
- 2008 - Medal Śląskiego Znaku Jakości dla piwa Imielin Piwo Jasne.